# Delphinosaurus
Delphinosaurus kiprijanoffi is een lid van de Ichthyosauria dat tijdens het Krijt leefde in het gebied van het huidige Rusland. Het moet niet verward worden met Californosaurus.
In 1853 benoemde Karl Eduard von Eichwald (Edoeard Ivanovitsj Ejchvald) de typesoort Delphinosaurus kiprijanoffi. De geslachtsnaam, "dolfijnreptiel", verwijst naar de gedachte dat het dier letterlijk een tussenvorm was tussen reptielen en dolfijnen. Dit was nog voor de evolutietheorie populair geworden was en duidde niet op een bloedverwantschap maar op een tussenliggend archetype. De soortaanduiding eert W.A. Kiprijanow als ontdekker.
In 1865 erkende Von Eichwald het dier als een ichthyosauriër.
Het materiaal bestond uit acht stukken kaak, twaalf tanden, een rib, twee wervels, een opperarmbeen en een onderarmbeen uit de ijzerzanden van Koersk die dateren ut het Albien-Cenomanien. Latere onderzoekers concludeerden meestal dat het taxon een nomen dubium was. Gezien de ouderdom zou het kunnen gaan om een onbepaald lid van de Ophthalmosauridae.
Zeer verwarrend is dat John Campbell Merriam in 1905 zijn Shastasaurus perrini hernoemde in een Delphinosaurus perrini. Dat was niet bedoeld als een tweede soort van Delphinosaurus Eichwald maar als een heel nieuw geslacht waarvan de naam dus al bezet was. Pas in 1934 benoemde Oscar Kuhn hiervoor als vervangingsnaam Californosaurus. Tot die tijd had bijna iedere verwijzing naar Delphinosaurus in de literatuur betrekking op de Amerikaanse vorm, niet de Russische.